# Platylister corticinus
Platylister corticinus är en skalbaggsart som först beskrevs av Heinrich Bickhardt 1914.  Platylister corticinus ingår i släktet Platylister och familjen stumpbaggar. Inga underarter finns listade i Catalogue of Life.